# Кизилтоган
Кизилтога́н (каз. Қызылтоған) — село у складі Коксуського району Жетисуської області Казахстану. Входить до складу Алгабаського сільського округу.
Населення — 513 осіб (2021; 691 у 2009, 668 у 1999, 589 у 1989).